# العنف المنزلي في جنوب إفريقيا
العنف المنزلي في جنوب أفريقيا يُنظر إليه على أنه مسألة خاصة حتى العقود القليلة الماضية. في سنة 2012، تمت مقاضاة أكثر من ثلث الجرائم ضد النساء التي تم الإبلاغ عنها في المحكمة. تم إصدار تشريع للمساعدة في تحسين جودة الحياة لأولئك الذين يتعرضون للإيذاء ولمنع حدوث المزيد من الإساءات. على الرغم من أن الحركة ضد العنف الأسري هي حركة جديدة نسبياً، إلا أنها قطعت شوطاً كبيراً في البلاد منذ التسعينات.

## العنف المنزلي
يُعرّف القانون في جنوب إفريقيا لعام 1998 العنف المنزلي بأنه:
الاعتداء الجسدي؛ العنف الجنسي؛ الإساءة العاطفية واللفظية والنفسية ؛ الإساءة الاقتصادية؛ التخويف. التحرش؛ المطاردة. الأضرار التي تلحق بالممتلكات نتيجة الدخول إلى مسكن صاحب الشكوى دون موافقته حيث لا يشترك الطرفان في نفس الإقامة؛ أو أي سلوك تحكمي أو مسيء آخر تجاه مقدم الشكوى ، حيث يضر هذا السلوك أو قد يتسبب في ضرر وشيك لسلامة مقدم الشكوى أو صحته أو رفاهيته.